# غواصة يو بي-34
يو بي-34 غواصة ألمانية من فئة يو بي2 خدمت في البحرية الإمبراطورية الألمانية خلال الحرب العالمية الأولى. تم طلب الغواصة في 22 يوليو 1915 وتم إطلاقها في 5 ديسمبر 1915. تم تكليفها في البحرية الإمبراطورية الألمانية في 10 يونيو 1916 باسم يو بي-34.